# Makíivka
Makíivka (ucraïnès: Макі́ївка, rus: Маке́евка, Makéievka, en 1920—1931 — Dimítrievsk) és una ciutat d'importància provincial en l'óblast de Donetsk d'Ucraïna. Des de 2014 la ciutat és controlada per l'autoproclamada República Popular de Donetsk. Està situada a 5 km del centre provincial, la ciutat de Donetsk.

## Geografia
Makíivka està situada a 11 km al nord-est de la vila de Donetsk, en el Donbàs, i forma part de l'aglomeració urbana de Donetsk.

## Subdivisions i govern local
Makíivka es divideix en 5 raions (districtes):
- Hirnitski (ucraïnès: Гірницький район, literalment "Districte miner") — 107,835 habitants
- Kirovskii (ucraïnès: Кіровський район) — 52,768 habitants
- Sovietskii (ucraïnès: Совєтський район — 53,007 habitants
- Tsentralno-Miski (ucraïnès: Центрально-Міський район, literalment "Districte de la ciutat central") — 94,93 habitants
- Txervonohvardiiski (ucraïnès: Червоногвардійський район) — 81,042 habitants

El municipi de Makíïvka també inclou els següents assentaments de tipus urbà (després dels noms en ucraïnès hi apareixen, entre parèntesis, els noms en rus):
| - Velike Orikhove (Bolxoie Orekhovoie) - Visoke (Visokoie) - Vuhliar (Ugliar) - Hruzko-Zorinske (Gruzko-Zorinskoie) - Hruzko-Lomivka (Gruzko-Lomovka) - Huselske (Guselskoie) - Zemlianki (Zemlianki) - Kolosnikove (Kolosnikovo) - Txervonil Jovten (Krasni Oktiabr) - Khankonkovo (Khanjonkovo) - Khanjonkovo-Pivnitxni (Khanjonkovo-Severni) | - Krinitxna (Krinitxnaia) - Lisne (Lesnoie) - Maiak (Maiak) - Mejove (Rubejnoie) - Nijnia Krinka (Nijniaia Krinka) - Proletarske (Proletarskoie) - Sverdlove (Sverdlovo) - Iasynivka (Iasinovka) - Kalinovo-Skhidni (Kalinovo-Vostotxni) - Buroz (Buroz) |

L'alcalde de la ciutat és Iuri Pokintelitsa (Юрий Покиньтелица).

## Història
La història de la ciutat es remunta als cosacs del segle xvii. Al segle xix, les institucions cosaques de Iazinivka, Nijn Krinka, Semianki, Makíïvka i Sxehlov s'uneixen per formar una ciutat amb un mercat i un govern que pren el nom de Dimitrievsk i rep l'estatut de ciutat el 1917. És reanomenada Makéievka, d'acord amb l'ortografia oficial russa, a l'època de la Unió Soviètica, el 5 d'abril del 1931. Durant la Segona Guerra Mundial, la ciutat va ser ocupada per la Wehrmacht de l'octubre de 1941 al setembre de 1943. 64 residents de la ciutat van ser guardonats amb el títol d'Heroi de la Unió Soviètica.
Després de la guerra es va reconstruir la ciutat i se n'augmentà la capacitat industrial i econòmica. Es van construir nous barris i noves infraestructures. Per un decret del Presídium del Soviet Suprem de l'URSS de 6 de setembre de 1977, es va atorgar a la ciutat l'Orde de la Bandera Roja del Treball. Això es feu en relació amb el 200 aniversari de la fundació de la ciutat, ja que llavors es considerava que havia estat fundada el 1777.
La Makíivka moderna és una de les ciutats industrials d'Ucraïna, i forma una unitat administrativa separada com a ciutat de subordinació regional a l'óblast de Donetsk. La població de la vila és majoritàriament russòfona. Segons els organitzadors de la consulta, la població de Makíivka va votar per una amplíssima majoria a favor de la República Popular de Donetsk l'11 de maig del 2014, el líder de la qual, Denís Puixilin, és nadiu de Makíivka.

## Població
Censos o estimacions de la població:
| 1923  | 1926  | 1937   | 1939   | 1959   | 1970   | 1979   | 1989   | 2001   | 2011   | 2012   | 2013   | 2015   |
| ----- | ----- | ------ | ------ | ------ | ------ | ------ | ------ | ------ | ------ | ------ | ------ | ------ |
| 15509 | 51436 | 160239 | 241897 | 357575 | 392250 | 436020 | 430201 | 389589 | 358156 | 356118 | 353918 | 383969 |

## Personalitats
- Aleksandr Khanjónkov (1877-1945) - pioner de la cinematografia russa, era un nadiu de la ciutat;
- Piotr Riabtsev (1915-1941) - combatent soviètic de biplà, nascut a la ciutat;
- Vladímir Zakhàrov (1901-1956) - compositor ucraïnès, gerent del Cor Nacional Piatnitski, redactor musical de tota la ràdio de la Unió Soviètica, nasqué aquí;
- Mikola Kapusta (1938 -) - periodista i artista-dissenyador ucraïnès que va guanyar 70 premis en concursos internacionals de dibuixos animats, nasqué aquí.
- Olga Savtxuk - (1987 -) tenista ucraïnesa